# Ryan Nugent-Hopkins
Ryan Nugent-Hopkins (Burnaby, Columbia Británica, 12 de abril de 1993), apodado The Nuge, Skunk, RNH o Rocky, es un jugador profesional canadiense de hockey sobre hielo que se desempeña en la posición de centro en Edmonton Oilers, equipo de la National Hockey League (NHL).

## Carrera
Fue seleccionado en la primera ronda en la NHL Entry Draft de 2011. Hizo su debut profesional con el equipo Edmonton Oilers, donde lleva jugando trece temporadas.